# Ейрікур Сімонсен
Ейрікур Сімонсен (фар. Eirikur Simonsen; 23 травня 1994) — фарерський гандболіст. Виступає за норвезький гандбольний клуб Frederikshavn та національну збірну Фарерських островів.